# ロナルド・ギアロ
ロナウド・ギアロ（ポルトガル語: Ronaldo Guiaro, 1974年2月18日 - ）は、ブラジルの元サッカー選手、サッカー指導者。

## 経歴
サンパウロ州ピラシカーバで生まれる。グアラニFCでプレーを始め、すぐにアトレチコ・ミネイロに移籍した。
1996年、22歳でプリメイラ・リーガのSLベンフィカに加入。1996年アトランタオリンピックにおいてブラジル代表として召集され、全試合に出場し、銅メダル獲得を果たした。ベンフィカに5シーズン在籍した後、スュペル・リグのベシクタシュJKに移籍、誰もが認めるスターターとして活躍した。2002-03年シーズンのリーグ優勝に貢献した。 
31歳でブラジルに帰国、サントスFCに所属したが、2年後、再び海外に活躍の場を求め、アリス・テッサロニキの守備の要となった。在籍中のアリス・テッサロニキはギリシャ・スーパーリーグで数シーズン、UEFAカップ/ UEFAヨーロッパリーグへの出場権を3度獲得した。